# Grand Prix van Portland 2021
De Grand Prix van Portland 2021 was een motorrace die op 12 september 2021 op de Portland International Raceway werd gehouden. Het was de 14e ronde van het IndyCar Series-seizoen 2021. De race werd gewonnen door Álex Palou, die op pole startte, met Alexander Rossi als tweede en Scott Dixon als derde.

## Achtergrond
Het evenement werd gehouden in het weekend van 11-12 september 2021 op de Portland International Raceway in Portland, Oregon. Het betekende de terugkeer van het circuit op de kalender, omdat de race het jaar daarvoor was afgelast vanwege de COVID-19 pandemie.
De race was de 14e race van het de 16 races dit seizoen. Het werd gehouden drie weken na de Bommarito Automotive Group 500 op de World Wide Technology Raceway in Madison, Illinois, wat de laatste ovalrace van het seizoen was, en de eerste van drie races was in de triple-header-finale, die werd voortgezet in de Firestone Grand Prix van Monterey op Laguna Seca (19 september) en culmineerde in de Acura Grand Prix van Long Beach op het stratencircuit van Long Beach (26 september).
Will Power was de vorige winnaar, die het evenement van 2019 won.

### Kampioenschapsstand vóór de race
Patricio O'Ward keerde terug naar de top van de stand met tien punten voorsprong, nadat hij tweede was geworden in de Bommarito Automotive Group 500, waar kampioenschapsrivaal Álex Palou uitviel en opnieuw veel punten verloor na het voortijdige einde van zijn race in de Big Machine Spiked Coolers Grand Prix. Josef Newgarden klom na zijn racewinst op Gateway op naar de derde plaats, waardoor Scott Dixon naar de vierde plaats verdween, boven zijn teamgenoot Marcus Ericsson, die vijfde werd.
Honda behield de leiding in het constructeursklassement over Chevrolet.

## Inschrijvingen
Zevenentwintig coureurs deden mee aan de race, waaronder IndyCar Series-debutant Callum Ilott, rijdend voor Juncos Hollinger Racing, die terugkeerde in de serie na afwezigheid in het seizoen 2020. De race betekende ook de eerste race van Oliver Askew voor Rahal Letterman Lanigan Racing.
W = eerdere winnaar
R = rookie
| No.   | Coureur            | Team                                    | Motor     |
| ----- | ------------------ | --------------------------------------- | --------- |
| 2     | Josef Newgarden    | Team Penske                             | Chevrolet |
| 3     | Scott McLaughlin R | Team Penske                             | Chevrolet |
| 4     | Dalton Kellett     | A. J. Foyt Enterprises                  | Chevrolet |
| 5     | Patricio O'Ward    | Arrow McLaren SP                        | Chevrolet |
| 06    | Hélio Castroneves  | Meyer Shank Racing                      | Honda     |
| 7     | Felix Rosenqvist   | Arrow McLaren SP                        | Chevrolet |
| 8     | Marcus Ericsson    | Chip Ganassi Racing                     | Honda     |
| 9     | Scott Dixon        | Chip Ganassi Racing                     | Honda     |
| 10    | Álex Palou         | Chip Ganassi Racing                     | Honda     |
| 12    | Will Power W       | Team Penske                             | Chevrolet |
| 14    | Sébastien Bourdais | A. J. Foyt Enterprises                  | Chevrolet |
| 15    | Graham Rahal       | Rahal Letterman Lanigan Racing          | Honda     |
| 18    | Ed Jones           | Dale Coyne Racing with Vasser-Sullivan  | Honda     |
| 20    | Conor Daly         | Ed Carpenter Racing                     | Chevrolet |
| 21    | Rinus Veekay       | Ed Carpenter Racing                     | Chevrolet |
| 22    | Simon Pagenaud     | Team Penske                             | Chevrolet |
| 26    | Colton Herta       | Andretti Autosport with Curb-Agajanian  | Honda     |
| 27    | Alexander Rossi    | Andretti Autosport                      | Honda     |
| 28    | Ryan Hunter-Reay   | Andretti Autosport                      | Honda     |
| 29    | James Hinchcliffe  | Andretti Steinbrenner Autosport         | Honda     |
| 30    | Takuma Sato W      | Rahal Letterman Lanigan Racing          | Honda     |
| 45    | Oliver Askew       | Rahal Letterman Lanigan Racing          | Honda     |
| 48    | Jimmie Johnson R   | Chip Ganassi Racing                     | Honda     |
| 51    | Romain Grosjean R  | Dale Coyne Racing with Rick Ware Racing | Honda     |
| 59    | Max Chilton        | Carlin                                  | Chevrolet |
| 60    | Jack Harvey        | Meyer Shank Racing                      | Honda     |
| 77    | Callum Ilott R     | Juncos Hollinger Racing                 | Chevrolet |
| Bron: |                    |                                         |           |

## Classificatie

### Training
| Pos.  | No. | Coureur           | Team                | Motor | Tijd       |
| ----- | --- | ----------------- | ------------------- | ----- | ---------- |
| 1     | 10  | Álex Palou        | Chip Ganassi Racing | Honda | 00:58.7824 |
| 2     | 06  | Hélio Castroneves | Meyer Shank Racing  | Honda | 00:58.8850 |
| 3     | 60  | Jack Harvey       | Meyer Shank Racing  | Honda | 00:58.8887 |
| Bron: |     |                   |                     |       |            |

### Kwalificatie
De kwalificatie vond plaats om 15:15 ET op 11 september. Álex Palou won de poleposition met een tijd van 00:58.7701, voor Alexander Rossi als tweede en Scott Dixon als derde.
| Pos.  | No. | Coureur            | Team                                    | Motor     | Tijd         | Tijd       | Tijd       | Tijd       | Grid |
| Pos.  | No. | Coureur            | Team                                    | Motor     | Ronde 1      | Ronde 1    | Ronde 2    | Ronde 3    | Grid |
| Pos.  | No. | Coureur            | Team                                    | Motor     | Groep 1      | Groep 2    | Ronde 2    | Ronde 3    | Grid |
| ----- | --- | ------------------ | --------------------------------------- | --------- | ------------ | ---------- | ---------- | ---------- | ---- |
| 1     | 10  | Álex Palou         | Chip Ganassi Racing                     | Honda     | N/A          | 00:58.7971 | 00:58.7691 | 00:58.7701 | 1    |
| 2     | 27  | Alexander Rossi    | Andretti Autosport                      | Honda     | 00:59.0177   | N/A        | 00:58.9571 | 00:58.8573 | 2    |
| 3     | 9   | Scott Dixon        | Chip Ganassi Racing                     | Honda     | N/A          | 00:58.8684 | 00:58.8200 | 00:58.8673 | 3    |
| 4     | 7   | Felix Rosenqvist   | Arrow McLaren SP                        | Chevrolet | N/A          | 00:58.6912 | 00:58.9629 | 00:58.9505 | 4    |
| 5     | 7   | Graham Rahal       | Rahal Letterman Lanigan Racing          | Honda     | 00:58.9369   | N/A        | 00:58.9338 | 00:59.0067 | 5    |
| 6     | 26  | Colton Herta       | Andretti Autosport with Curb-Agajanian  | Honda     | N/A          | 00:58.8450 | 00:58.9459 | 00:59.2796 | 6    |
| 7     | 5   | Patricio O'Ward    | Arrow McLaren SP                        | Chevrolet | 00:59.2142   | N/A        | 00:58.9732 | N/A        | 7    |
| 8     | 18  | Ed Jones           | Dale Coyne Racing with Vasser-Sullivan  | Honda     | N/A          | 00:58.9330 | 00:59.0247 | N/A        | 8    |
| 9     | 45  | Oliver Askew       | Rahal Letterman Lanigan Racing          | Honda     | 00:59.1960   | N/A        | 00:59.0837 | N/A        | 9    |
| 10    | 8   | Marcus Ericsson    | Chip Ganassi Racing                     | Honda     | 00:58.8094   | N/A        | 00:59.0901 | N/A        | 10   |
| 11    | 59  | Max Chilton        | Carlin                                  | Chevrolet | 00:59.0735   | N/A        | 00:59.2346 | N/A        | 11   |
| 12    | 14  | Sébastien Bourdais | A. J. Foyt Enterprises                  | Chevrolet | N/A          | 00:58.9390 | 00:59.2419 | N/A        | 12   |
| 13    | 29  | James Hinchcliffe  | Andretti Steinbrenner Autosport         | Honda     | 00:59.2537   | N/A        | N/A        | N/A        | 13   |
| 14    | 12  | Will Power W       | Team Penske                             | Chevrolet | N/A          | 00:59.0032 | N/A        | N/A        | 14   |
| 15    | 3   | Scott McLaughlin R | Chip Ganassi Racing                     | Honda     | 00:59.3563   | N/A        | N/A        | N/A        | 15   |
| 16    | 20  | Conor Daly         | Ed Carpenter Racing                     | Chevrolet | N/A          | 00:59.0974 | N/A        | N/A        | 16   |
| 17    | 06  | Hélio Castroneves  | Meyer Shank Racing                      | Honda     | 00:59.4190   | N/A        | N/A        | N/A        | 17   |
| 18    | 2   | Josef Newgarden    | Team Penske                             | Chevrolet | N/A          | 00:59.1371 | N/A        | N/A        | 18   |
| 19    | 77  | Callum Ilott R     | Juncos Hollinger Racing                 | Chevrolet | 00:59.5008   | N/A        | N/A        | N/A        | 19   |
| 20    | 60  | Jack Harvey        | Meyer Shank Racing                      | Honda     | N/A          | 00:59.1463 | N/A        | N/A        | 20   |
| 21    | 51  | Romain Grosjean R  | Dale Coyne Racing with Rick Ware Racing | Honda     | 00:59.6344*1 | N/A        | N/A        | N/A        | 21   |
| 22    | 21  | Rinus Veekay       | Ed Carpenter Racing                     | Chevrolet | N/A          | 00:59.1885 | N/A        | N/A        | 25*2 |
| 23    | 48  | Jimmie Johnson R   | Chip Ganassi Racing                     | Honda     | 00:59.7120   | N/A        | N/A        | N/A        | 22   |
| 24    | 30  | Takuma Sato W      | Rahal Letterman Lanigan Racing          | Honda     | N/A          | 00:59.1953 | N/A        | N/A        | 26*3 |
| 25    | 28  | Ryan Hunter-Reay   | Andretti Autosport                      | Honda     | Geen tijd    | N/A        | N/A        | N/A        | 27*4 |
| 26    | 22  | Simon Pagenaud     | Team Penske                             | Chevrolet | N/A          | 00:59.6591 | N/A        | N/A        | 23   |
| 27    | 4   | Dalton Kellett     | A. J. Foyt Enterprises                  | Chevrolet | N/A          | 00:59.7438 | N/A        | N/A        | 24   |
| Bron: |     |                    |                                         |           |              |            |            |            |      |

*1 - Romain Grosjean eindigde aanvankelijk als zevende in Groep 1, maar twee van zijn snelste tijden werden geschrapt vanwege een straf voor inmenging, waardoor hij terugviel naar de elfde plaats.
*2 - Rinus VeeKay kreeg een gridstraf van zes plaatsen vanwege een niet geplande motorwissel, na zijn crash tijdens de Bommarito Automotive Group 500.
*3 - Takuma Sato kreeg een gridstraf vanwege een ongeplande motorwissel, na motorproblemen tijdens training 1.
*4 - Ryan Hunter-Reay kreeg een gridstraf vanwege een ongeplande motorwissel, nadat hij door motorproblemen geen tijd kon neerzetten in de kwalificatie.
- Vetgedrukte tekst geeft de snelste tijd in de sessie aan.

### Warmup
De laatste training vond plaats om 18:15 ET op 11 september. Deze sessie werd gehouden na de kwalificatiesessies. De sessie eindigde zonder grote incidenten. Scott Dixon zette de snelste tijd neer, met Josef Newgarden als tweede en Ed Jones als derde.
| Pos.  | No. | Coureur         | Team                                   | Motor     | Tijd       |
| ----- | --- | --------------- | -------------------------------------- | --------- | ---------- |
| 1     | 9   | Scott Dixon     | Chip Ganassi Racing                    | Honda     | 00:59.4111 |
| 2     | 2   | Josef Newgarden | Team Penske                            | Chevrolet | 00:59.6296 |
| 3     | 18  | Ed Jones        | Dale Coyne Racing with Vasser-Sullivan | Honda     | 00:59.6403 |
| Bron: |     |                 |                                        |           |            |

### Race
De race begon op 12 september om 15:00 ET. De start van de race werd gekenmerkt door een chaotische sprint in bocht 1, waarbij verschillende coureurs met elkaar in aanraking kwamen. Als gevolg daarvan moest James Hinchcliffe zich uit de race terugtrekken en werd de eerste gele vlag van de dag uitgeroepen, waarbij Patricio O'Ward in ronde 1 de leiding nam. De race werd in ronde 10 hervat en O'Ward reed 29 ronden aan de leiding, totdat hij de pits inging. Graham Rahal erfde de leiding van O'Ward. De leiding van de race werd vervolgens door verschillende coureurs bezet, totdat deze in ronde 44 weer in handen kwam van Rahal.
In ronde 52, terwijl Rahal aan de leiding reed, gingen Dalton Kellett en IndyCar-debutant Callum Ilott allebei van de baan in respectievelijk bocht 1 en bocht 7 door mechanische problemen, waardoor de tweede gele vlag van de race uitbrak. De race werd na 5 ronden hervat. De leiding bleef in handen van verschillende coureurs, want Will Power en Simon Pagenaud maakten contact in bocht 7, waardoor in ronde 86 de derde gele vlag van de race uitbrak. In deze ronde nam Álex Palou de leiding van de race over, waar hij tot het einde van de race zou blijven. In ronde 90 was er opnieuw voor twee ronden een gele vlag, toen Sébastien Bourdais en Oliver Askew in bocht 2 met elkaar in contact kwamen.
Palou eindigde als eerste, waarmee hij zijn derde overwinning van het seizoen behaalde en daarmee de leiding in het kampioenschap weer overnam van O'Ward, die als veertiende eindigde. Alexander Rossi en Scott Dixon eindigden respectievelijk als tweede en derde, waardoor een volledig Honda-podium ontstond.
| Pos.                                                                                             | No. | Coureur            | Team                                    | Motor     | Rondes | Tijd         | Pit stops | Grid | Geleide ronden | Pts. |
| ------------------------------------------------------------------------------------------------ | --- | ------------------ | --------------------------------------- | --------- | ------ | ------------ | --------- | ---- | -------------- | ---- |
| 1                                                                                                | 10  | Álex Palou         | Chip Ganassi Racing                     | Honda     | 110    | 2:07:04.1304 | 3         | 1    | 29             | 52   |
| 2                                                                                                | 27  | Alexander Rossi    | Andretti Autosport                      | Honda     | 110    | +1.2895      | 3         | 2    |                | 40   |
| 3                                                                                                | 9   | Scott Dixon        | Chip Ganassi Racing                     | Honda     | 110    | +4.4406      | 3         | 3    | 4              | 36   |
| 4                                                                                                | 60  | Jack Harvey        | Meyer Shank Racing                      | Honda     | 110    | +8.2208      | 2         | 20   | 5              | 33   |
| 5                                                                                                | 2   | Josef Newgarden    | Team Penske                             | Chevrolet | 110    | +8.9566      | 2         | 18   |                | 30   |
| 6                                                                                                | 7   | Felix Rosenqvist   | Arrow McLaren SP                        | Chevrolet | 110    | +9.3231      | 3         | 4    |                | 28   |
| 7                                                                                                | 8   | Marcus Ericsson    | Chip Ganassi Racing                     | Honda     | 110    | +10.3425     | 3         | 10   | 1              | 27   |
| 8                                                                                                | 26  | Colton Herta       | Andretti Autosport with Curb-Agajanian  | Honda     | 110    | +12.2628     | 3         | 6    |                | 24   |
| 9                                                                                                | 3   | Scott McLaughlin R | Team Penske                             | Chevrolet | 110    | +13.9438     | 3         | 15   | 5              | 23   |
| 10                                                                                               | 15  | Graham Rahal       | Rahal Letterman Lanigan Racing          | Honda     | 110    | +17.5449     | 2         | 5    | 36             | 23   |
| 11                                                                                               | 18  | Ed Jones           | Dale Coyne Racing with Vasser-Sullivan  | Honda     | 110    | +18.1590     | 2         | 8    | 2              | 20   |
| 12                                                                                               | 30  | Takuma Sato W      | Rahal Letterman Lanigan Racing          | Honda     | 110    | +18.7513     | 2         | 26   |                | 18   |
| 13                                                                                               | 12  | Will Power W       | Team Penske                             | Chevrolet | 110    | +19.8312     | 7         | 14   |                | 17   |
| 14                                                                                               | 5   | Patricio O'Ward    | Arrow McLaren SP                        | Chevrolet | 110    | +20.8494     | 3         | 7    | 28             | 17   |
| 15                                                                                               | 28  | Ryan Hunter-Reay   | Andretti Autosport                      | Honda     | 110    | +25.5636     | 3         | 27   |                | 15   |
| 16                                                                                               | 20  | Conor Daly         | Ed Carpenter Racing                     | Chevrolet | 110    | +27.3972     | 3         | 16   |                | 14   |
| 17                                                                                               | 21  | Rinus Veekay       | Ed Carpenter Racing                     | Chevrolet | 110    | +31.9461     | 3         | 25   |                | 13   |
| 18                                                                                               | 14  | Sébastien Bourdais | A. J. Foyt Enterprises                  | Chevrolet | 110    | +32.4259     | 3         | 12   |                | 12   |
| 19                                                                                               | 59  | Max Chilton        | Carlin                                  | Chevrolet | 110    | +33.2897     | 3         | 11   |                | 11   |
| 20                                                                                               | 48  | Jimmie Johnson R   | Chip Ganassi Racing                     | Honda     | 110    | +33.7026     | 4         | 22   |                | 10   |
| 21                                                                                               | 22  | Simon Pagenaud     | Team Penske                             | Chevrolet | 109    | +1 ronde     | 3         | 23   |                | 9    |
| 22                                                                                               | 51  | Romain Grosjean R  | Dale Coyne Racing with Rick Ware Racing | Honda     | 95     | +15 rondes   | 4         | 21   |                | 8    |
| 23                                                                                               | 06  | Hélio Castroneves  | Meyer Shank Racing                      | Honda     | 91     | +19 rondes   | 4         | 17   |                | 7    |
| 24                                                                                               | 45  | Oliver Askew       | Rahal Letterman Lanigan Racing          | Honda     | 89     | Contact      | 3         | 9    |                | 6    |
| 25                                                                                               | 77  | Callum Ilott R     | Juncos Hollinger Racing                 | Chevrolet | 77     | Mechanisch   | 3         | 19   |                | 5    |
| 26                                                                                               | 4   | Dalton Kellett     | A. J. Foyt Enterprises                  | Chevrolet | 50     | Mechanisch   | 1         | 24   |                | 5    |
| 27                                                                                               | 29  | James Hinchcliffe  | Andretti Steinbrenner Autosport         | Honda     | 1      | Contact      | 0         | 13   |                | 5    |
| Snelste ronde: Romain Grosjean (Dale Coyne Racing with Rick Ware Racing) – 00:59.4381 (ronde 83) |     |                    |                                         |           |        |              |           |      |                |      |
| Bron:                                                                                            |     |                    |                                         |           |        |              |           |      |                |      |

## Tussenstanden kampioenschap
| Pos. | Coureur         | Punten |
| ---- | --------------- | ------ |
| 1.   | Álex Palou      | 477    |
| 2.   | Patricio O'Ward | 452    |
| 3.   | Josef Newgarden | 443    |
| 4.   | Scott Dixon     | 428    |
| 5.   | Marcus Ericsson | 402    |

| Pos. | Team      | Punten |
| 1.   | Honda     | 1210   |
| 2.   | Chevrolet | 1115   |